# Dipara mohanae
Dipara mohanae is een vliesvleugelig insect uit de familie Pteromalidae. De wetenschappelijke naam is voor het eerst geldig gepubliceerd in 2001 door Narendran & Sureshan.